# Deadlight
Deadlight ist ein Side-Scroller-Survival-Horror-Computerspiel, das am 1. August 2012 für Xbox 360 und am 25. Oktober 2012 für PC erschien. Deadlight war anfangs ausschließlich per Download über Steam und Xbox Live Arcade erhältlich. Am 21. Juni 2016 erschien unter dem Titel Deadlight – Director’s Cut eine überarbeitete Version für PlayStation 4, Windows und Xbox One. Diese ist auch auf einer Disc erhältlich.

## Handlung
1986 ist die Weltbevölkerung durch einen Virusausbruch dezimiert, Infizierte werden zu Zombies (sogenannten Schatten).
In Seattle hat der Protagonist des Spiels, Randall Wayne, in den Wirren des Ausbruchs seine Frau Shannon und seine Tochter Lydia verloren und sich einer Gruppe Überlebender angeschlossen. Zusammen mit seinem Freund Ben, einem Polizisten namens Sam und dessen beiden Schwestern Stella und Karla versucht er, seine Familie zu finden.
Zu Beginn des Spiels kehren Ben, Sam und Stella zurück in ein Lagerhaus und treffen dort auf Randall, der Karla erschossen hat, da diese mit dem Virus infiziert wurde. Der darauf folgende Streit wird durch einfallende Zombiehorden unterbrochen, Randall wird von der Gruppe getrennt.
Beim Versuch zurück zu seiner Gruppe zu stoßen, und mit ihr zu einer „Safe Point“ genannten sicheren Zone zu gelangen, stößt Randall auf eine paramilitärische Einheit namens „New Law“, die Überlebende aufgreift und sie versklavt oder tötet. Unter den Opfern befindet sich Sam, der in einem Feuergefecht angeschossen und tödlich verletzt wurde. Der Rest der Gruppe wurde gefangen genommen.
Randall gelingt es zunächst, Ben zu befreien und mit einem Hubschrauber zu fliehen, doch der Hubschrauber stürzt ab und Ben kommt ums Leben. Kurz darauf gerät Randall selbst in die Gefangenschaft, es gelingt ihm zu fliehen und Stella zu befreien. Auf der Flucht wird der Stützpunkt der „New Law“ von Zombies überrannt, es gelingt Randall und Stella auf einen Bootssteg zu fliehen. Als Stella Randall bittet, sie zu erschießen, wird Randall bewusst, dass er seine Frau und Tochter nicht verloren, sondern sie erschossen hat um sie vor einem Schicksal als Zombie zu bewahren.
Randall verhilft Stella zur Flucht mit einem Segelboot und stellt sich den herannahenden Zombies.

## Gameplay
Deadlight ist ein klassisches Jump ’n’ Run und nutzt die Möglichkeiten der Unreal 3 Engine für verschiedene Rätsel. Ein wesentliches Spielelement ist die Flucht vor den zahlenmäßig überlegenen Zombies. Der Spieler an sich ist dabei verhältnismäßig wehrlos, zumal die Ausdauer stark begrenzt und für bestimmte Aktionen wie Springen, Rennen und Klettern, aber auch für Nahkampfangriffe mit der Axt notwendig ist.
Zwar stehen ihm im Verlauf des Spiels drei verschiedene Waffen (Axt, Pistole und Schrotflinte) zur Verfügung, jedoch ist die Munition selten und Kämpfe enden schnell mit dem Ableben der Spielfigur.
Zudem ist es nicht möglich, den Spielfortschritt frei zu speichern, sodass stellenweise größere Distanzen und schwierige Passagen bei Versagen mehrfach zurückgelegt werden müssen.
Nachdem der Spieler das Spiel einmal vollendet hat, wird der sogenannte Nightmare-Modus freigeschaltet, der wegen der Verringerung auf lediglich zwei Checkpoints einen wesentlich höheren Schwierigkeitsgrad besitzt.
Die Hintergründe des Spiels, vor allem der Ausbruch der Infektion und die Trennung von Randalls Familie, werden in spielbaren Rückblenden erzählt. Zwischensequenzen in Form von vertonten Standbildern führen die Geschichte zwischen einzelnen Abschnitten fort.

## Rezeption
Bei Metacritic erreichte Deadlight einen Metascore von 78 (von 100, ausgehend von 7 Rezensionen (Stand: April 2013)).
Die deutsche Fachpresse kam zu einer gespaltenen Meinung. PC Games bezeichnete die PC-Version einerseits als „grundsätzlich sehr gelungen“ und lobte die „beklemmend schönen, kontrastreichen Bildern“ sowie „die schwermütige Titelmusik“, kritisierte andererseits jedoch die Story sowie den starken Frustfaktor.
Demgegenüber lobte die GamePro gerade die Geschichte und Atmosphäre:

„Beim Test von Deadlight war ich zwiegespalten. Was habe ich mich geärgert über die ungenaue Steuerung, die mich immer wieder in den Tod geschickt hat. Überhaupt, Deadlight schafft es einfach nicht so gut wie etwa Limbo, die ständigen Tode zu rechtfertigen. Trotzdem hatte ich dank der tollen Geschichte und der dichten Atmosphäre eine Menge Freude am Zombie-Jump&Run. Die ständige Angst vor den Schatten, die Musikuntermalung, die hübschen und vor allem abwechslungsreichen Umgebungen – das sind die Argumente, mit denen Deadlight mich fesselt. Wer Zombies nicht mehr sehen kann, Endzeitszenarien sowieso doof findet oder ein klassisches Jump&Run sucht, der ist hier falsch. Einigermaßen frustresistente Story-Liebhaber sollten Deadlight aber eine Chance geben.“